# Иванов, Евгений Николаевич (футболист, 1930)
Евгений Николаевич Иванов (24 ноября 1930) — советский футболист, нападающий.
Начинал играть в чемпионате Украинской ССР за «Динамо» Львов (1951) и «Динамо» Мукачево (1951—1952). В 1953 году выступал за дубль «Динамо» (Киев), единственный матч за основную команду провёл 26 июня, в гостевой игре 12 тура против «Зенита» (1:2), выйдя во втором тайме. В дальнейшем играл в классе «Б» за ОДО Киев (1954—1956), «Колхозник» Полтава (1957) и «Колхозник» Ровно (1958—1964).
Старший тренер «Подолья» Каменец-Подольский (1970, класс «Б»), тренер «Авангарда» Ровно (1973, вторая лига).